# Пузикове
Пузико́ве — село в Україні, у Глобинській міській громаді Кременчуцького району Полтавської області. Населення становить 677 осіб. До 2020 орган місцевого самоврядування — Пузиківська сільська рада. Окрім Пузикового сільській раді було підпорядковане село Махнівка. День села — 24 серпня.

## Географія
Село розташоване за 18 кілометрів від районного центру міста Глобине, за 1,5 км від лівого берега річки Сухий Омельник, за 0,5 км розташоване село Махнівка. Селом протікає пересихаючий струмок, на якому є загата. Найближча залізнична станція Глобине за 20 км.
Площа населеного пункту — 443,0 га.

## Історія

### Заснування
Історія села тісно пов'язана з родоводом сім'ї вихідця із венеційського двору Василя Петровича Капніста. Він, залишивши маєток у Туреччині, пішов на службу до російського війська у 1711 році під час Прутського походу Петра Першого.
Сенат 15 липня 1743 року видав йому царську грамоту на володіння Манжелією, Обухівкою, Зуївцями, Турбаями, Попівкою. Пізніше він поселив села Ламане, Піски, Миколаївку, Василівку, Пузикове і Бригадирівку. Тож Пузикове засноване Капністом у середині XVIII століття. Василь Капніст у 1737—1750 роках був Миргородським полковником, бригадиром російської армії. Після загибелі у битві при Гросс-Егередорфі 15 серпня 1757 року, під час Семилітньої війни, його володіння були розділені по указу Сената від 21 жовтня 1759 року між синами. Село Пузикове відійшло до Василя Васильовича Капніста (1757—1823) — російського поета, драматурга і громадського діяча.
По духовному заповіту матері у 1830 році Пузикове (237 ревізійних душ) з кінним заводом відійшло до Семена Васильовича Капніста. За ним у 1842 році числилося чотири тисячі десятин землі і 301 ревізійна душа. За власні кошти він у 1842 році заснував у селі однорічну школу. До неї ходили діти селян та ремісників, які мешкали у Пузиковому та навколишніх хуторах.
За переписом 1859 року Пузикове записано як село власницьке («деревня владельческая»), а Куроп'ятники як хутір козацький і входили вони до Пустовійтівської волості Кременчуцького повіту. Тоді в Пузиковому було 127 дворів і проживало 859 жителів, у Куроп'ятниках — 20 дворів і 206 жителів.
У 1876 році графиня Марія Василівна Капніст будує у селі цегельний завод, на якому працювало лише дев'ять чоловік, виробляючи 330 тисяч цеглин у рік. Для випалювання цегли використовували солому.
У наступні роки село розбудовувалося, збільшувалася кількість населення. Вже у 1900 році у Пузиковому налічувалося 197 дворів з населенням 1239 душ. У селі щорічно проводилося три ярмарки, з 1900 року у Пузиковому відкрито земську школу.
Перед початком Першої світової війни у Пузиковому працювали два парових млини з крупорушками.

### Радянська окупація
У 1917 році під час революційних подій було створено Пузиківська сільська рада. Селяни та ремісники відразу ж розділили між собою майно та землю, які належали поміщикам Капністам.
У 1929 році у Пузиковому, як і по всій Україні, розпочалася примусова колективізація. На перших порах у селі організували один колгосп, який потім розділили на три: «Червона зірка», імені Кірова та імені Кагановича.
Цікаво те, що в Пузиковому першим утворився комсомольський осередок, до якого увійшли І. А. Середа, І. Л. Михайлик, А. І. Корецький, О. І. Корецький, І. К. Худієнко, Ф. Т. Шепеленко та інші, а потім через десять років, у 1939 році, — партійна організація.

### Голодомор
На сайті Глобинської районної ради вказано, що у Пузиковому під час Голодомору 1932—1933 років померло близько 600 чоловік.
А у Національній книзі пам'яті жертв Голодомору 1932—1933 років в Україні вказано, що 21 житель Махнівки та 43 жителі Пузикового загинули від голоду.

### Повоєнні часи
Головою післявоєнної сільради був Дем'ян Пилипович Боярко, секретарем сільради з 25 серпня 1945 року була Катерина Терентіївна Іванчик. У 1953 році всі колгоспи об'єдналися в один — колгосп «Прогрес». Тоді пузиківці обрали головою укрупненого господарства Івана Терентійовича Щербака, який обіймав цю посаду, аж до виходу на заслужений відпочинок у 1983 році. З 1983 року головою правління колгоспу було обрано Івана Яковича Шивелу.

## Незалежність
На основі земельних та майнових паїв пузиківців було створено приватну агрофірму «Прогрес» (нині ТОВ "Агрофірма «Пузиківська»).
12 червня 2020 року, відповідно до розпорядження Кабінету Міністрів України № 721-р «Про визначення адміністративних центрів та затвердження територій територіальних громад Полтавської області», село увійшло до складу Глобинської міської громади.
19 липня 2020 року, в результаті адміністративно - територіальної реформи та ліквідації Глобинського району, село увійшло до складу новоутвореного Кременчуцького району.

## Населення
Станом на 1 січня 2011 року населення становить 677 жителів, кількість дворів — 312. Кількість населення у селі змінювалась наступним чином:
| 1830 | 1842 | 1859 | 1900 | 2001 | 2011 |
| ---- | ---- | ---- | ---- | ---- | ---- |
| 237  | 301  | 859  | 1239 | 696  | 677  |
|      | ▲    | ▲    | ▲    | ▼    | ▼    |

### Мова
Розподіл населення за рідною мовою за даними перепису 2001 року:
| Мова       | Кількість | Відсоток |
| ---------- | --------- | -------- |
| українська | 674       | 96.84%   |
| російська  | 21        | 3.02%    |
| білоруська | 1         | 0.14%    |
| Усього     | 696       | 100%     |

## Інфраструктура
Село газифіковане. Всі вулиці у Пузиковому заасфальтовані. Прокладено водопровід майже до вісімдесяти відсотків осель. На території села діють:
- Пузиківський навчально-виховний комплекс
- Пузиківський дитячий садок «Берізка»
- Пузиківський сільський будинок культури
- Пузиківська сільська бібліотека
- Відділення УкрПошти у Пузиковому
- Пузиківський фельдшерсько-акушерський пункт
- Два магазини

## Пам'ятки
У Пузиковому є три пам'ятники:
- пам'ятник загиблим воїнам
- пам'ятник невідомого солдата
- пам'ятник жертв голодомору

## Особистості
У Пузиковому було нагороджено орденами більше двадцяти чоловік, медалями — близько півсотні. Орденами Леніна було нагороджено двох чоловік:
- Михайло Лук'янович Чуб
- Костянтин Іванович Лесін
- похований Рущак Руслан Олександрович (1988—2014) — старший солдат Збройних сил України, санітар медичної роти 93-ї окремої механізованої бригади.